# 贾塔尼
贾塔尼（Jatani），是印度奥里萨邦Khordha县的一个城镇。总人口54550（2001年）。

## 人口
该地2001年总人口54550人，其中男性28218人，女性26332人；0—6岁人口5833人，其中男3062人，女2771人；识字率77.80%，其中男性为83.22%，女性为72.00%。